# ZIM (Datenformat)
Das ZIM-Datenformat ist ein offenes Format des openZIM-Projektes zur Speicherung von Internet-Inhalten (speziell Wikis). Dadurch wird eine Offline-Nutzung eines Wikis möglich, also eine Nutzung auch ohne Internet-Verbindung. Der Hauptfokus liegt dabei auf der Offline-Nutzung von Wikipedia-Inhalten und Inhalten anderer Wikimedia-Projekte. Das Format erlaubt es, alle Artikel eines Wikis oder Auszüge daraus komprimiert abzuspeichern und plattformunabhängig zu nutzen. Als Klient für die im ZIM-Format gespeicherten Inhalte dient der Offline-Reader Kiwix.
ZIM steht für „Zeno IMproved“ und ersetzt das frühere Zeno-Datenformat. Das openZIM-Projekt wurde durch Wikimedia CH (Switzerland) initiiert und wurde durch die Wikimedia Foundation unterstützt.